# Chandler's Ford
Chandler's Ford – wieś w Anglii, w hrabstwie Hampshire, w dystrykcie Eastleigh. Leży 9 km na południe od miasta Winchester i 105 km na południowy zachód od Londynu. Miejscowość liczy 20 071 mieszkańców.